# Lista de filmes sobre a Guerra da Indochina

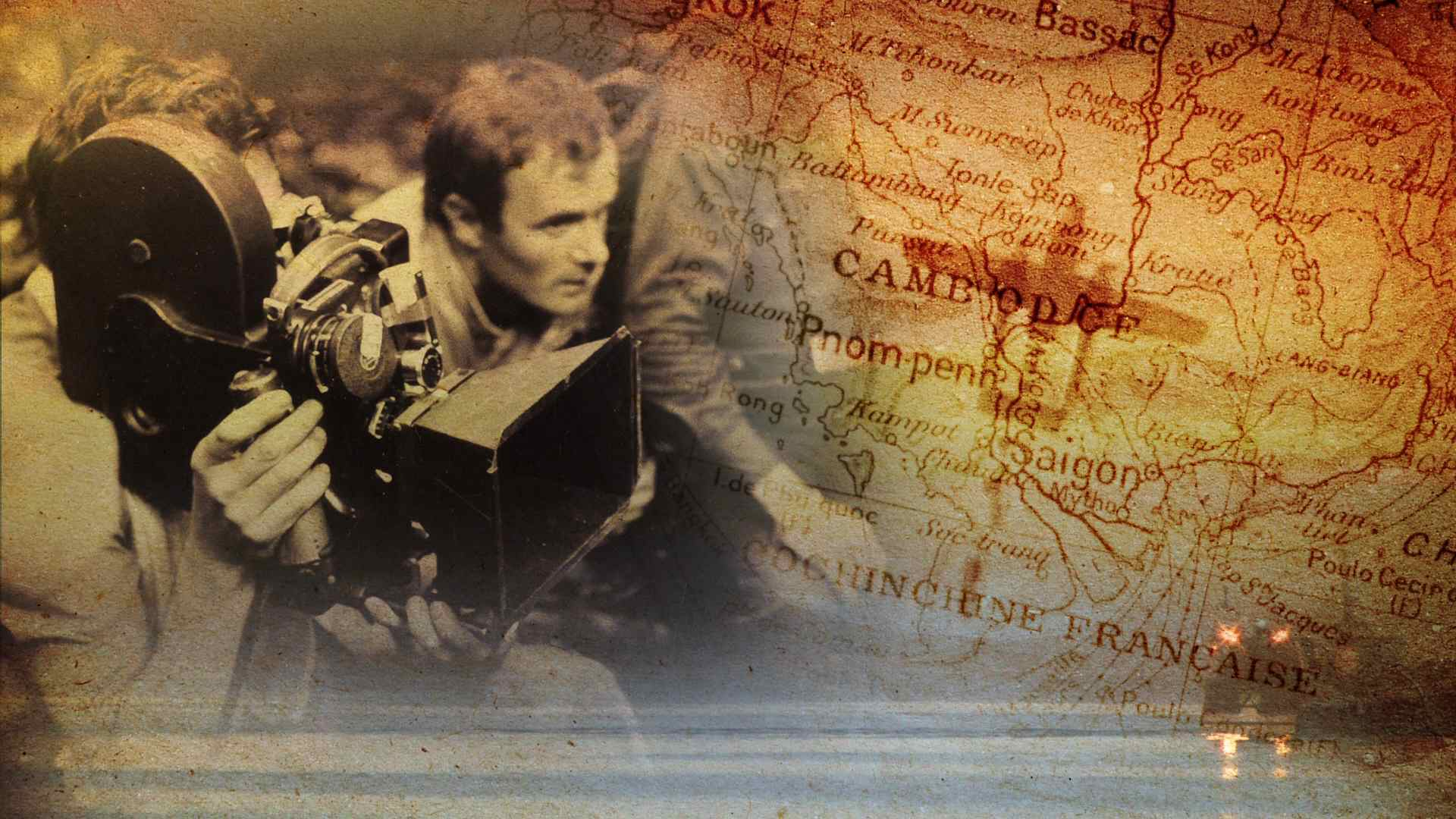
Visual do documentário de Raphaël Millet, Pierre Schoendoerffer, o sentinela da memória.

Lista de filmes sobre a Guerra da Indochina no cinema francês e internacional. Em comparação com a Guerra da Argélia, ou a Guerra do Vietnã, a Guerra da Indochina (1946-1954) é fracamente representada frontalmente na tela no cinema de ficção. Neste corpus fílmico reduzido, dois cineastas veteranos - Pierre Schoendoerffer e Claude-Bernard Aubert - assumiram um papel de liderança na representação do sujeito histórico no cinema francês.
Para Benjamin Stora, apoiando-se em particular La 317e Section de Pierre Schoendoerffer, “não é a escassez de imagens sobre a Indochina que constitui um problema, mas o significado das imagens. Cada vez, uma patrulha isolada, isolada de tudo, da retaguarda e da própria frente, simboliza o drama indochinês". Depois de alguns filmes distribuídos no final do conflito, foi necessário esperar quase trinta anos, em 1992, para vê-lo novamente abordado em duas grandes produções francesas:  Indochina e Diên Biên Phu.
Segundo Delphine Robic-Diaz, a Guerra da Indochina, mesmo que furtivamente, atravessa o cinema francês através de diversas evocações ou encarnações: “Se as alusões são constantes há mais de meio século, o tema permanece, no entanto, tão marginal quanto a maioria dos personagens que o encarnam”.
Nos Estados Unidos, Samuel Fuller e Joseph L. Mankiewicz também abordaram este contexto na década de 1950 e no lado do Leste Europeu nos filmes Le Bataillon Noir e Dschungelzeit.

## Filmografia parcial

### Cinema

#### Alemanha Oriental
- 1958: Geschwader Fledermaus de Erich Engel
- 1988: Dschungelzeit de Jörg Foth e Tran Vu

#### Estados Unidos
- 1952: A Yank in Indo-China de Wallace Grissell
- 1955: Jump Into Hell de David Butler
- 1957: China Gate de Samuel Fuller
- 1958: O Americano Tranquilo de Joseph L. Mankiewicz
- 2002: O Americano Tranquilo de Philip Noyce

#### França
- 1953: D'autres sont seuls au monde de Raymond Vogel
- 1955: Le Rendez-vous des quais de Paul Carpita
- 1957: Mort en fraude de Marcel Camus
- 1957: Patrouille de choc de Claude Bernard-Aubert
- 1957: La Rivière des trois jonques de André Pergament
- 1963: Fort du fou de Léo Joannon
- 1964: Les Parias de la gloire de Henri Decoin
- 1964: La 317e Section de Pierre Schoendoerffer
- 1966: Le facteur s'en va-t-en guerre de Claude Bernard-Aubert
- 1980: Charlie Bravo de Claude Bernard-Aubert
- 1983: Poussière d'empire de Lam Lê
- 1992: Indochine de Régis Wargnier
- 1992: Diên Biên Phu de Pierre Schoendoerffer
- 2011: Saïgon, l'été de nos 20 ans de Philippe Venault
- 2014: Soldat blanc de Érick Zonca (telefilme)
- 2017: Ciel rouge de Olivier Lorelle
- 2018: Les Confins du monde de Guillaume Nicloux
- 2023: Les Derniers Hommes de David Oelhoffen

#### Polônia
- 1954: Opowieść atlantycka por Wanda Jakubowska

#### Tchecoslováquia
- 1958: O Batalhão Negro (Černý prapor) de Vladimír Čech

#### União Soviética
- 1987 : L'Incantation de la vallée des serpents (Klątwa Doliny Węży) de Marek Piestrak[3]
- 1990 : Popugaj, govorjaŝij na idiš de Efraim Sevela[4]

#### Vietnã
- 1956: Chúng tôi muốn sống de Vĩnh Noãn e Manuel Conde
- 1962: Chị Tư Hậu de Pham Ky Nam
- 1962: Con chim vành khuyên de Nguyen Van Thong e Tran Vu
- 1963: Vợ chồng A-Phủ de Loc Mai
- 1964: Người Chiến Sĩ Trẻ de Hai Ninh et Duc Hinh Nguyen
- 1997: Hanoï, l’hiver de l’année 46  (Hà Nội mùa đông năm 46) de Đặng Nhật Minh
- 2004: Ký ức Điện Biên de Đỗ Minh Tuấn
- 2006: Áo lụa Hà Đông de Lưu Huỳnh
- 2014: Sống cùng lịch sử de Thanh Vân Nguyễn

### Televisão

#### Documentários
- 1974: La République est morte à Diên Biên Phu de Philippe Devillers, Jérôme Kanapa e Jean Lacouture
- 2006: Le Silence des rizières de Fleur Albert
- 2008: J'ai tant aimé... de Dalila Ennadre
- 2011: Indochine, sur les traces d’une mère de Idrissou Mora-Kpai
- 2021: Indochine, quand les femmes entrent en guerre de Philippe Fréling